# بلوك زني صداقت (رستاق)
بلوك زني صداقت (بالإنجليزية: Baluk-e Zani Sadaqat)‏ هي منطقة سكنية تقع في إيران في فارس.